# Jade Goody
Jade Goody, nome completo de Jade Cerisa Lorraine Goody (Londres, Inglaterra, 5 de junho de 1981 - Essex, Inglaterra, 22 de março de 2009) foi uma celebridade inglesa conhecida por participar da terceira edição da versão inglesa reality show Big Brother em 2002. Ela retornou para a quinta edição do Celebrity Big Brother, proferindo insultos racistas na edição de 2007 contra a atriz indiana Shilpa Shetty. Jade Goody também obteve um grande sucesso na TV. se lançou atriz apresentadora e repórter de um dos programas do canal E4 (da rede de televisão inglesa Channel 4).
No verão de 2008, Goody aceitou participar em Big Boss, a versão indiana de Big Brother, para tratar de suavizar sua passada polémica com Shetty por causa da discriminação racial. A esteticista britânica realizou visitas a bairros marginais de Nova Delhi e voltou a se desculpar em público por seu incidente com a atriz bollywoodiense. Durante o programa, Goody recebeu a noticia de que se havia detectado um câncer cervical. Quando soube abandonou imediatamente a casa de Bombay rumo a Londres para ser tratada. Foi diagnosticado um câncer de colo de útero avançado que era incurável em fevereiro de 2009. Quando descobriu, decidiu midiatizar sua enfermidade com o objetivo de obter dinheiro nos meios de comunicação para poder assim garantir uma herança aos seus filhos. Ela se casou com Jack Tweed em 22 de fevereiro do mesmo ano e foi morar em Essex, na Inglaterra.
Morreu enquanto dormia, em 22 de março de 2009, um mês depois do seu casamento; após lutar por sete meses contra um câncer cervical, que também atacou o fígado e o intestino. Em 2008, ao descobrir que estava desenganada pelos médicos, decidiu transformar sua doença em um reality show, vendendo fotos e entrevistas para veículos de comunicação, com o argumento de que o dinheiro arrecadado seria revertido para a herança de seus dois filhos após sua morte.